# Tau Leonis
Tau Leonis (84 Leonis) é uma estrela na direção da constelação de Leo. Possui uma ascensão reta de 11h 27m 56.23s e uma declinação de +02° 51′ 22.6″. Sua magnitude aparente é igual a 4.95. Considerando sua distância de 621 anos-luz em relação à Terra, sua magnitude absoluta é igual a −1.45. Pertence à classe espectral G8II-III.